# Wildalpjoch
Das Wildalpjoch ist ein 1720 m ü. NHN hoher Berg in den Bayerischen Alpen. Er ist umgeben von den Gipfeln des Wendelsteins, der Kesselwand, des Soin und der Hochsalwand. Im Süden liegt das Sudelfeld. Es ist ein eher von Einheimischen begangener Gipfel und somit weniger frequentiert als sein Nachbar Wendelstein. Man hat jedoch fast die gleiche Aussicht. Im Winter ist der Gipfel ein beliebtes Ziel bei Skitourengehern.

## Aufstieg
- Vom Wendelstein kommend über die Zeller Scharte (vom Bergbahnhof ca. 1,5 Stunden)
- Vom Parkplatz am Sudelfeld vorbei an Unterarzmoos und Jackelberg, dann über die Kaserwand ca. 2,5 Stunden
- Von St. Margarethen über die Mitteralm und den Soinkessel ca. 3,5 Stunden

## Sonstiges
In München ist die Wildalpjochstraße nach dem Berg benannt.

## Galerie

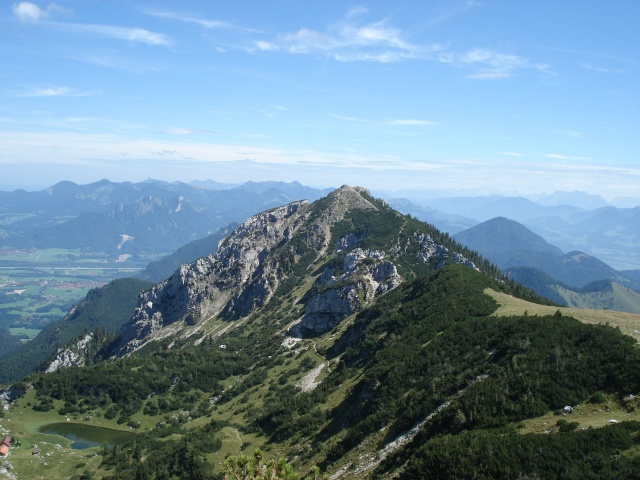
Wildalpjoch von Nordwesten